# 涙の万華鏡 -m.yo mix-
涙の万華鏡 -m.yo mix-（なみだのまんげきょう）は、2003年5月6日にリリースされた吉田美和の1stシングル。

## 概要
- 2ndソロ・アルバム『beauty and harmony 2』と同時発売。両曲とも同アルバムに収録されているが、このシングルではどちらも別ヴァージョンで収録。
- 2007年現在、吉田美和・DREAMS COME TRUEのシングル・アルバムの中でインディーズからの発売となったCDは、このシングルとアルバム『beauty and harmony 2』（2003年発売の初回盤・通常盤）、DREAMS COME TRUEのシングル「IT'S ALL ABOUT LOVE」の3作のみである。なお発売元の「DCT Records」は、ドリカム自身が主宰するインディーズレーベル（流通はダイキサウンドが担当）。
- オリコンでは登場2週目でTOP100入りした。
- 「あなたのかわいい人 -radio mix-」は、J-WAVE「LIVING IN TOKYO～夢と冒険の世界へ～」のキャンペーンソング。

## 収録曲
1. 涙の万華鏡 -m.yo mix-
（作詞・作曲:吉田美和 編曲:中村正人）
2. あなたのかわいい人 -radio mix-
（作詞・作曲:吉田美和 編曲:中村正人 ホーン・アレンジ:Greg Adams）